# 安松町 (浜松市)
安松町（やすまつちょう）は静岡県浜松市中央区の町名。丁番を持たない単独町名である。住居表示未実施。

## 地理
浜松市中央区の東部に位置する。東で石原町、西で本郷町、南で芳川町、北で三和町及び下飯田町と接する。

### 河川
- 東芳川

### 学区
小学校・中学校の学区は以下の通りである。
- 浜松市立芳川小学校（西伝寺町自治会を除く）
- 浜松市立芳川北小学校（西伝寺町自治会）
- 浜松市立南陽中学校

## 歴史

### 町名の由来
1689年に現在の愛知県津島市にある牛頭天皇（スサノオの命）を祭神とする津島神社から、ご分霊を仰ぐ際に津島市郊外にある安松町から出張された神官がこの土地に土着され故郷の安松の名をこの地に命名した。

### 沿革
- 1876年（明治9年） - 長上郡安松村が周辺の村と合併し、都盛村となる[書籍 2]。
- 1889年（明治22年）4月1日 - 町村制の施行により、長上郡都盛村が周辺の村と合併して長上郡芳川村となる。旧村名は芳川村の大字として残る[書籍 3]。
- 1896年（明治29年）4月1日 - 郡制の施行により、芳川村の所属郡が浜名郡に変更となる。
- 1954年（昭和29年）7月1日 – 芳川村が浜松市に編入される。
- 1955年（昭和30年） - 大字都盛の一部を分離し、安松町を新設する[WEB 8]。
- 2007年（平成19年）4月1日 - 浜松市が政令指定都市となる。安松町は南区の一部となる。
- 2024年（令和6年）1月1日 - 浜松市の行政区再編により、安松町は中央区の一部となる。

## 施設
- はまそう 本社
- セブン-イレブン浜松安松町店
- ローソン浜松芳川店（ガソリンスタンド併設）
- 安松第一公園
- 安松第ニ公園
- 安松第三公園

## 交通

### バス
- 遠鉄バス6大塚線：（浜松駅 方面 - ）安松第二公園 - 安松中 - 芳川小学校東 - 安松南（ - 新貝住宅 方面）

### 道路
- 国道1号（浜松バイパス）[書籍 4]
- 浜松市道本郷安松線（八幡（やはた）橋通り）[WEB 9][WEB 10]
- 浜松市道安松9号線（中央どおり）[WEB 9][WEB 10]
- 浜松市道安松15号線（浄土様どおり）[WEB 9][WEB 10]

## その他

### 警察
警察の管轄区域は以下の通りである。
| 番・番地等 | 警察署       | 交番・駐在所 |
| ---------- | ------------ | ------------ |
| 全域       | 浜松東警察署 | 芳川町交番   |

### 消防
消防の管轄区域は以下の通りである。
| 番・番地等 | 消防署   | 本署/出張所 |
| ---------- | -------- | ----------- |
| 全域       | 南消防署 | 芳川出張所  |

### 書籍
1. ↑  『わが町文化誌 水と光と緑のデルタ』浜松市南陽公民館、1991年10月22日、25,26頁。
2. ↑  『浜松市史 三』浜松市役所、1980年3月26日、20,21頁。
3. ↑  『浜松市史 三』浜松市役所、1980年3月26日、176頁。
4. ↑  『わが町文化誌 水と光と緑のデルタ』浜松市南陽公民館、1991年10月22日、66,67頁。

### WEB
1. ↑  “h02_22.csv”.   総務省 (2022年2月10日). 2024年7月29日閲覧。
2. ↑  “chuouku_menseki.xlsx”.   浜松市 (2024年3月12日). 2024年7月29日閲覧。
3. ↑  “静岡県 浜松市中央区 安松町の郵便番号 - 日本郵便”.   日本郵便. 2025年2月15日閲覧。
4. ↑  “市外局番の一覧”.   総務省 (2022年3月1日). 2024年7月29日閲覧。
5. ↑  “事業所案内及び管轄地域（事務所3件、分室3件）”.   一般社団法人静岡県自動車会議所. 2024年7月29日閲覧。
6. ↑  “住居表示実施状況／浜松市”.   浜松市 (2024年1月4日). 2024年7月29日閲覧。
7. ↑  “学校名から探す／浜松市”.   浜松市 (2024年1月1日). 2024年7月29日閲覧。
8. ↑  “解説ページ”.   株式会社エア. 2024年10月8日閲覧。
9. 1 2 3  “05aisyoumap-hyoushiki1.pdf”.   浜松市南陽協働センター (2024年7月5日). 2024年8月5日閲覧。
10. 1 2 3  “08aisyouhyoushiki-itizu.pdf”.   浜松市南陽協働センター (2024年7月5日). 2024年8月5日閲覧。
11. ↑  “芳川町交番｜静岡県警察”.   静岡県警察 (2024年1月1日). 2024年7月29日閲覧。
12. ↑  “消防署の町別管轄「や」／浜松市”.   浜松市 (2020年3月25日). 2024年7月29日閲覧。